# Anthony Veder Group
De Anthony Veder Group N.V. is een Rotterdamse rederij, opgericht in 1937 door Anthony Veder (1914-1967). In 1991 heeft de familie Veder het bedrijf verkocht, en sindsdien is HAL Investments de grootste aandeelhouder. Anthony Veder heeft zich gespecialiseerd in het vervoer van vloeibaar gas met tankers. Het bedrijf heeft 600 werknemers.

## Geschiedenis
In de zomer van 1937 richtte de 23-jarige Anthony Veder, samen met zijn moeder en de heren Van Anrooy sr. en Hoekstra, de Maatschappij Zeetransport op voor het 'koopen, huren, verkoopen en exploiteeren van schepen en het uitoefenen van het scheepvaartbedrijf'. Het startkapitaal bedroeg 3 miljoen gulden. Directie werd gevoerd door de N.V. Anthony Veder. Deze tweede naamloze vennootschap werd tegelijkertijd opgericht voor het 'drijven van reeders-, cargadoor-, expeditie- en andere handelszaken'. Het startkapitaal was tienduizend gulden. Directeuren waren Anthony Veder en J.B. Hoekstra.
Twee jaar later, in de zomer van 1939, werd de "Oranje-Lijn" geopend. Het was de eerste directe dienst tussen Rotterdam en steden zoals Toronto, Hamilton, Cleveland, Detroit, Milwaukee en Chicago, aan de Grote Meren in het grensgebied tussen de Verenigde Staten en Canada. De lijn werd eerst met alleen vrachtschepen, maar later ook met gecombineerde vracht- en passagiersschepen, gevoerd. De schepen die hiervoor gebruikt werden, worden ook wel Ocean-Lakers genoemd. Ze waren speciaal voor dit doel gebouwd. De afmetingen werden bepaald door het grote aantal sluizen dat gepasseerd moest worden. In de wintermaanden, wanneer de meren in Amerika niet bereikbaar waren door het ijs, vervoerde Veder fruit vanuit het Middellandse Zeegebied. In die tijd werden alle schepen vernoemd naar leden van het Koninklijk Huis.
Op 10 mei 1940 had de maatschappij vijf schepen in de vaart. Twee schepen waren nog in aanbouw; de Prins Willem IV en Prins Willem V. Tijdens de Tweede Wereldoorlog zijn drie schepen van de Oranje Lijn verloren gegaan. De Prins Willem IV werd door de Duitsers in de vaart gebracht onder de naam Sperrbrecher. In mei 1945 werd deze in zeer slechte toestand in Hamburg teruggevonden. Het schip werd gelicht en opgeknapt en kwam in juli 1946 onder de originele naam terug in de vaart. De Prins Willem V was niet afgebouwd, maar wel tot zinken gebracht in de Nieuwe Waterweg. Dit schip werd in december 1947 gelicht en in januari 1949 aan de vloot toegevoegd. Van de Nederlandse regering kreeg de rederij onder andere een liberty- en een victoryschip toegewezen. Verder werd de vloot aangevuld met vier nieuwbouwschepen waaronder nog twee Ocean-Lakers. Op 1 januari 1950 had de Oranje Lijn weer 10 schepen.
De Oranje Lijn ging samenwerken met de Noorse Fjell Line, haar voormalige concurrent. Deze samenwerking was noodzakelijk geworden vanwege de opening van de Seaway, waardoor ook grotere schepen van concurrenten op de Grote Meren konden komen. Toen de Oranje Lijn steeds meer concurrentie kreeg van de luchtvaart, heeft Anthony Veder haar verkocht. Vanaf dat moment ging hij zich meer richten op andere schepen. In 1968 liet het bedrijf zijn eerste gastanker bouwen. Omdat deze en de daaropvolgende gastankers allemaal eigendom waren van de dochteronderneming van Anthony Veder op de Nederlandse Antillen, begon men de schepen te noemen naar koralen uit de Caraïbische Zee. Begin jaren negentig zijn, op het eigen reisbureau voor met name zeelui na, alle nevenactiviteiten afgestoten. Sindsdien richt men zich puur op het vervoer van gas. Sinds 1991 is HAL Investments een grootaandeelhouder in het bedrijf.

## Activiteiten
Anthony Veder is een van de weinige rederijen die zich volledig richt op het vervoeren van vloeibaar gas met tankers voor lng, lpg en ethyleen. Eind 2021 had de rederij 33 gastankers in de vaart. Het bedrijf richt zich voornamelijk met kleinere gastankers op afgelegen gebieden. Vanwege de beperkte vraag naar gas in die gebieden zijn de grotere tankers daar niet rendabel. De meeste tankers zijn door Anthony Veder voor specifieke klanten en specifieke routes gebouwd. Door de hoge kosten, bij met name lng, voor het vloeibaar maken en de overslag van het gas wordt de gehele vervoersketen van tevoren tot in detail uitgewerkt. Om deze reden gaat men ook langlopende contracten aan met de rederij.

### Vloot
| Naam           | Jaar | Lading      | Laadvolume (m³) | Temperatuur (°C) | Druk (bar) | Afbeelding                 |
| -------------- | ---- | ----------- | --------------- | ---------------- | ---------- | -------------------------- |
| Coral Acropora | 2012 | LPG/LEG     | 6500            | −104             | 6,5        |                            |
| Coral Actinia  | 2012 | LPG/LEG     | 6500            | −104             | 6,5        |                            |
| Coral Alicia   | 2012 | LPG/LEG     | 6500            | −104             | 6,5        |                            |
| Coral Anthelia | 2012 | LNG/LPG/LEG | 6500            | −163             | 5,0        |                            |
| Coralius       | 2017 | LNG         | 5800            | -163             | 4,5        |                            |
| Coral Encanto  | 2020 | LNG         | 30.000          | -163             | 4,15       |                            |
| Coral EnergICE | 2018 | LNG         | 18.000          | -163             | 4,0        |                            |
| Coral Energy   | 2012 | LNG         | 15.600          | −163             | 5,0        |                            |
| Coral Favia    | 2010 | LNG / LEG   | 10.000          | -164             | 5,0        |                            |
| Coral Fraseri  | 2010 | LNG / LEG   | 10;000          | -164             | 5,0        |                            |
| Coral Fungia   | 2010 | LNG / LEG   | 10.000          | -164             | 5,0        |                            |
| Coral Furcata  | 2011 | LNG / LEG   | 10.000          | -164             | 5,0        |                            |
| Coral Ivory    | 2000 | LPG         | 5600            | −48              | 5,0        |                            |
| Coral Leaf     | 2008 | LPG/LEG     | 5600            | −104             | 6,5        |                            |
| Coral Lophelia | 2006 | LPG/LEG     | 5600            | −104             | 6,5        |                            |
| Coral Lacera   | 2006 | LPG/LEG     | 5600            | −104             | 6,5        |                            |
| Coral Medusa   | 2007 | LPG         | 4000            | -48              | 7,0        |                            |
| Coral Methane  | 2009 | LNG/LPG/LEG | 7551            | −163             | 3,2        | Model van de Coral Methane |
| Coral Monactis | 2009 | LPG         | 4000            | -48              | 7,0        |                            |
| Coral Orinda   | 2002 | LPG         | 8600            | -104             | 7,0        |                            |
| Coral Parensis | 2000 | LPG/LEG     | 7543            | −104             | 5,5        |                            |
| Coral Pearl    | 2009 | LEG         | 8000            | -104             | 6,0        |                            |
| Coral Patula   | 2009 | LEG         | 8000            | -104             | 6          |                            |
| Coral Rigida   | 2000 | LPG/LEG     | 5364            | −104             | 6,5        |                            |
| Coral Rubrum   | 1999 | LPG/ETH     | 5364            | −104             | 6,5        |                            |
| Coral Shasta   | 2003 | LEG         | 10770           | -104             | 7,0        |                            |
| Coral Sticho   | 2014 | LEG         | 4768            | −104             | 6,0        |                            |
| Coral Star     | 2014 | LEG         | 4768            | −104             | 6,0        |                            |

### Coral Methane
Sinds 2009 is de Coral Methane in de vaart, de eerste lng/ethyleen/lpg-combinatiegastanker ter wereld. Bijzonder bij dit schip is, dat het, bij vervoer van lng, zijn eigen lading kan gebruiken als brandstof. Hiervoor heeft het schip een dubbele machinekamer uitgerust met twee motoren op diesel en twee volledige gasmotoren. De Coral Methane heeft een contract voor 15 jaar bij het Noorse energiebedrijf Gasnor. In 2018 werd het schip geschikt gemaakt om als lng-bunkerschip gebruikt te worden door onder andere een systeem te plaatsen waarmee vloeibaar lng opnieuw kan worden gekoeld om de tanktemperatuur en -druk onder controle te houden. In januari 2019 voerde de Coral Methane zijn eerste bunkeroperatie uit langszij het cruiseschip AIDAnova in Tenerife.

### Coral Energy
Sinds december 2012 is de in Duitsland gebouwde Coral Energy in de vaart. Deze lng-tanker heeft een milieuvriendelijke dual-fuelmotor en kan ook zijn eigen lading als brandstof gebruiken. Als eerste in zijn soort heeft dit schip de ijsklassenotatie 1A, wat wil zeggen dat het door maximaal 80 cm dik ijs kan varen. Doopvrouwe van het schip is prinses Máxima.

## Trivia
- De onderneming is verantwoordelijk voor het technisch management van de Stad Amsterdam.